# 기다역
기다역(일본어: 木田駅)은 일본 아이치현 아마시에 위치한 나고야 철도 쓰시마선의 철도역이다. 역 번호는 TB 03이며, 상대식 승강장 2면 2선의 구조를 갖춘 지상역이다.

## 타는 곳
| 1 | ■ 쓰시마 선 | 하행 | 쓰시마 · 사야 · 야토미 · 모리카미 · 이치노미야 방면         |
| 2 | ■ 쓰시마 선 | 상행 | 스카구치 · 나고야 · 히가시오카자키 · 니시오 · 오타가와 방면 |

## 이용 현황
| 연도 | 1일 평균 승차 인원 |
| ---- | ------------------ |
| 2003 | 6,371              |
| 2004 | 6,291              |
| 2005 | 6,507              |
| 2006 | 6,467              |
| 2007 | 6,483              |
| 2008 | 6,490              |

## 역 주변
- 아마 시청
- 미와 역사 민속 자료관
- 가니에 강

## 인접 역
| 나고야 철도 쓰시마선         | 나고야 철도 쓰시마선       | 나고야 철도 쓰시마선       |
| ---------------------------- | -------------------------- | -------------------------- |
| TB 01 지모쿠지 스카구치 방면 | ■ 특급 · ■ 급행 · ■ 준특급 | 쇼바타 TB 05 쓰시마 방면   |
| TB 02 싯포 스카구치 방면     | ■ 보통                     | 아오쓰카 TB 04 쓰시마 방면 |